# エレン・デジェネレス
エレン・デジェネレス（Ellen DeGeneres, 1958年1月26日 - ）は、アメリカ合衆国ルイジアナ州出身のコメディアン、女優である。
スタンダップ・コメディアンとして自身のキャリアをスタートさせ、その後は演じるだけでなくプロデューサーや脚本家としても活躍している。

## 若年期および学歴
ルイジアナ州メテリーにて生まれる。保険代理業のエリオット・エヴェレット・デジェネレスと言語療法士であるエリザベス・ジェーン・デジェネレス(旧姓プフェッファー)の娘である。プロデューサーでありミュージシャンである兄ヴァンス・デジェネレスがいる。13歳までクリスチャン・サイエンスを信仰していた。1973年、両親が別居し翌年離婚。間もなく母はセールスマンのロイ・グルッセンドルフと再婚。デジェネレスは母とグルッセンドルフと共にニューオーリンズ近郊からテキサス州アトランタへ引っ越した。兄は父親の元に留まった。
ルイジアナ州メテリーのグレイス・キング高等学校に1年通ったのち、1976年5月、アトランタ高等学校を卒業。コミュニケーション学を学ぶためニューオーリンズ大学に進学。しかし1学期終了後、いとこのローラ・ギネンと共に法律事務所で働くため中退。さらにレイクサイド・ショッピング・センター内のチェーン衣料店メリーゴーランドでセールスの仕事も得た。他にJ.C.ペニー、ティージーアイ・フライデーズやその他のレストランでのウェイトレス、塗装業、ホステス、バーテンダーなどの仕事経験がある。現在のコメディアンとしての仕事に、子供時代や仕事上での経験が活かされている。

## 先祖
2011年2月9日の『エレンの部屋』で観客の前で披露されたニュー・イングランド系譜学会（en）からの手紙により、トーマス・フェアファックス（en）を基点としてキャサリン妃とは遠い親戚であることが判明した。
フランス人、イギリス人、アイルランド人、ドイツ人の血を引いている。

## スタンダップ・コメディ
小さなクラブや喫茶店でスタンダップ・コメディを開始。1981年、ニューオーリンズにあるクライドズ・コメディ・クラブで司会業を始めた。この頃のデジェネレスはウディ・アレンやスティーヴ・マーティンの影響を受けていた。1982年、ショウタイムで全米一面白い人物に選ばれ、1980年代初頭、全米ツアー公演を敢行。1986年、ジョニー・カーソンの『トゥナイト・ショー』に初出演し、ボブ・ニューハートになぞらえられた。この番組での初めてのコメディエンヌとなった。

## 映画出演

### 初期
1980年代後半から1990年代前半、テレビ・ドラマのシチュエーション・コメディ『Open House 』（1989-1990）、映画『コーンヘッズ』などに出演。1992年、プロデューサーのニール・マーレンズとキャロル・ブラックによって『Laurie Hill 』（1992）で看護師のナンシー・マッキンタイヤ役にキャスティングされた。このドラマはたった4回で打ち切りとなったがマーレンズとブラックは彼女の演技をとても気に入り、すぐに次のディヴィッド・S・ローゼンタールとの共作でABCの作品『These Friends of Mine 』に起用した。

### 『エレンのエナジー・アドベンチャー』
1996年、シリーズ映画の『エレンのエナジー・アドベンチャー』が開始され、ウォルト・ディズニー・ワールド・リゾート内のエプコットのユニバース・オブ・エナジーのアトラクションの一部となった。ビル・ナイ、アレックス・トレベック、マイケル・リチャーズ、ジェイミー・リー・カーティスなどが出演していた。彼女が眠りに落ち、夢の中でエナジーをテーマとしたクイズ番組『ジェパディ!』内でジェイミー・リー・カーティスとアルベルト・アインシュタインと対戦する、などのエピソードが作られた。次の作品はビル・ナイと共に進めていく、教育的作品であった。1996年9月15日、『Ellen's Energy Crisis (エレンのエナジー危機)』として公開されたが、聴こえの良い『Ellen's Energy Adventure (エレンのエナジー・アドベンチャー)』に名前が変えられた。

## テレビ出演

### 『Ellen』 1994年 - 1998年
1994年から1998年、彼女のコメディ・センスを基礎としたシットコム『Ellen』（途中で『These Friends of Mine』からタイトル変更）の主人公を演じて人気を博す。ABCで放送され、彼女の観察力を活かしたコメディは最初の数シーズンは特に人気があり、女性版『となりのサインフェルド』と評されることもあった。
1997年2月、『オプラ・ウィンフリー・ショー』でカミングアウトしたことをきっかけに『Ellen』の人気は高まった。4月、『Ellen』でオプラ・ウィンフリー扮するセラピストにより、役であるEllen Morganがレズビアンであることをカミングアウトすることとなった。『The Puppy Episode』を副題とするこの回は『Ellen』の中でも高視聴率のエピソードの1つである。その後、人気にそぐわず視聴率は下降して『Ellen』は打ち切りとなり、スタンダップ・コメディ界に戻り、のちにトーク番組のホストとして成功する。

### 『The Ellen Show』
2001年、CBSで『The Ellen Show』が始まったが、視聴率が低く1シーズンで終了。

### 『エレンの部屋』
2003年9月からは昼のトーク番組『エレンの部屋』（The Ellen DeGeneres Show）のホストを務めている。当初シャロン・オズボーンやリタ・ラドナーなどセレブリティがホストのトークショーがいくつかあったが、ニールセン社の視聴率調査では常に上位にあり、批評家からの評判も良かった。第1シーズンでデイタイム・エミー賞11部門にノミネートされ、最優秀トーク・ショー賞を含む4部門で受賞した。最初の3シーズンのうちに25のエミー賞を受賞。この番組では冒頭やCMの間に観客とダンスをしたり歌ったりし、番組協賛により観客にプレゼントや無料旅行などが与えられたりする。
2006年2月、早期に大学を去った彼女と30年ぶりの同級会が番組内で行われた。彼女は発光ダイオードを使用した看板をアトランタ高等学校に寄付した。
2006年5月、ニューオーリンズのテューレーン大学の卒業式にサプライズで登場。ジョージ・H・W・ブッシュとビル・クリントンに続き、バスローブと毛で覆われたスリッパで登壇し「みんなローブを着てくると聞かされたから」と言った。2009年にも同大学の卒業式でスピーチをした。
2007年3月、ユニバーサル・オーランド・リゾートで1週間中継された。ハルク・ローラー・コースターとジョーズ・ボートに乗ってのコントもあった。
2007年5月、背中の靭帯損傷のため療養となったが、看護師が付き添いながら病院のベッドから番組を続け「番組を続けろと言われた」と説明。ゲストも病院のベッドに座った。
2009年5月1日、放送1,000回を祝い、オプラ・ウィンフリー、ジャスティン・ティンバーレイク、パリス・ヒルトンなどのゲストが登場した。

#### 人種差別疑惑
2020年2月、YouTubeの公式チャンネルに「エレンがポン・ジュノにヌード写真を送ったが、彼から返事はなかった（Ellen Texted Bong Joon Ho a Nude Photo, and He Hasn’t Responded）」という題名の動画を上げた。ポンは英語が苦手であり、その事をからかった動画である。これを見た視聴者からは、デジェネレスの行動は人種差別であるとの指摘が上がっている。
しかしそのポン・ジュノも上記の疑惑のほぼ同時期にあたる同年2月20日に行われた文在寅韓国大統領主催昼食会の場で彼の発言が、「日本人観客を揶揄しているのではないか」と日本メディアで報じられた。すでに日本でも有名だった彼による日本人観客をからかうかのような発言は日本国内で話題となった。詳細はパラサイトの項。

#### 番組プロデューサーによるパワーハラスメント疑惑
2020年夏頃に複数の現場スタッフが番組開始当初から複数の番組プロデューサー等からパワーハラスメント等を受けていたことを告発。その後、番組プロデューサー3人が処分を受け、デジェネレスも謝罪した。しかし、デジェネレス自身は直接これらの行為を行っていなかったとは言え、それを知りながら見て見ぬ振りをしていたことに変わりはなく、更に同年12月にデジェネレス自身がCOVID-19に感染していたことを公表した際のコメントが問題視されたこともあり、当番組の視聴率が急落。その結果、ゲスト出演を拒否するセレブリティも相次いだ。
この影響で2021年5月11日、2022年のシーズン19で番組が終了することが発表され、同年5月26日に終了した。

### 『アメリカン・アイドル』
2009年9月9日、『アメリカン・アイドル』シーズン9でポーラ・アブドゥルに代わり審査員となり、オーディションの後のハリウッド・ウィークから出演することが発表された。少なくとも5シーズン分契約したと見込まれていた。2010年2月9日、『アメリカン・アイドル』初登場。
2010年7月29日、彼女とフォックス放送から1シーズンのみで辞めることが発表された。「あまり自分に合っていなかった」とのこと。

## 授賞式等
1996年、1997年のグラミー賞で司会を務めた経験もある。

### エミー賞
2001年11月4日、エミー賞授賞式の司会をしたことで知名度が高まった。9月11日のアメリカ同時多発テロ事件の直後に開催される予定だったが2回延期され、テロ後のアメリカの雰囲気を明るくするような、デジェネレスのユーモアに富んだ司会が高く評価され、彼女のパフォーマンスや「ユダヤ人に囲まれたスーツ姿のレズビアンの女性に会うことほどタリバンが驚くことはない」などのジョークは賞賛された。
2003年には他のコメディアンと共同司会。
2005年8月、2005年9月18日のプライムタイム・エミー賞授賞式の司会をすることが発表された。この授賞式はハリケーン・カトリーナの3週間後で、彼女にとってアメリカの危機直後の司会は2回めとなった。1996年と1997年にはグラミー賞授賞式の司会もしている。

### 第79回アカデミー賞
2006年9月7日、翌年の第79回アカデミー賞授賞式において、ウーピー・ゴールドバーグに次ぐ史上2人目の単独での女性司会者となることが発表された。ゲイであると公表している最初のアカデミー賞授賞式司会者となった。2007年2月25日に行われた授賞式の中で彼女は「なんて素晴らしい夜だろう。人種、宗教、性的指向に関してネガティブなことを言われてきたが、そんな多様な人たちが1つの部屋に集まっている。そして私はこれを広めていきたい。もし黒人もユダヤ人もゲイもいなかったらオスカーはなかったでしょう。あるいはそれについて考えた人がオスカーを作り出したでしょう。」と言った。この授賞式を見た人々の反応は肯定的であり「彼女はかっこよかった。彼女は授賞式会場の人々を楽しませるだけではなく、家で視聴している人々も楽しませた」などと言われた。しかしレジス・フィルビンは「ただ一つ、エレンでは力不足だった」と言った。
彼女はこのアカデミー賞授賞式の放送がエミー賞にノミネートされた。

### 2007年 - 2008年全米脚本家組合ストライキ
多くの俳優兼脚本家と同様、彼女も米国テレビラジオ放送芸術家組合と全米脚本家組合の双方に加盟している。そのため2007年-2008年全米脚本家組合ストライキは表面上支持していたが、ストライキが始まった翌日から参加していない。代理人によると、ストライキが始まった11月は視聴率競争も激しく、契約に違反することも番組を遅らせることもできない、そして番組はチームで作るものであり、彼女自身の勝手な行動はできない、としている。米国テレビラジオ放送芸術家組合が彼女を擁護したことを全米脚本家組合は非難している。

### 第86回アカデミー賞
2014年3月2日に行われた第86回アカデミー賞授賞式に再び司会者として抜擢された。当初からスマートフォンで写真を撮るなど自由奔放な様子で司会を務めていたが、その中で撮影された1枚の記念写真がTwitterで332万回（2014年3月7日時点）以上もリツイートされて話題となった。写真にはデジェネレスを始めとしてブラッド・ピット、アンジェリーナ・ジョリー、ブラッドリー・クーパー、ジェニファー・ローレンス、メリル・ストリープ、ジュリア・ロバーツ、ケヴィン・スペイシー、ジャレッド・レトらが写っていた。なお、撮影はデジェネレスのSamsung Galaxyで行われたが、撮影したのはブラッドリー・クーパーである。

## その他の活動

### 声優業
2003年夏公開のディズニー＆ピクサーの映画『ファインディング・ニモ』では重度の健忘症のドリーの声を担当。監督のアンドリュー・スタントンは彼女の番組内で、起用の理由を「1つの文が終わらないうちに5回もテーマを変えた」からと話した。サイエンスフィクション・ファンタジー・ホラー界のアカデミーとされるサターン賞で最優秀助演女優賞、ニコロデオン・キッズ・チョイス・アワードでアニメ映画声優賞、国際アニメーション映画協会のアニー賞の最優秀声優賞を受賞し、シカゴ映画批評家協会の最優秀助演女優賞、MTVムービー・アワードのコメディ演技賞にノミネートされた。また、エディ・マーフィ主演映画『ドクター・ドリトル』冒頭の犬の声も担当している。サターン賞での彼女の受賞は、サターン賞で声優業に与えられた唯一の受賞である。

### コマーシャル
2004年11月、アメリカン・エキスプレスのコマーシャルにダンスで出演した。また、2006年11月にはオグルヴィ・アンド・メイザー製作の2分間動物と共演した白黒のコマーシャルに出演した。2007年、このコマーシャルはエミー賞の最優秀コマーシャル賞を受賞した。
2008年9月、動物実験をしていると言われるプロクター・アンド・ギャンブル(P&G)の化粧品、カバー・ガールのコマーシャルに出演を開始し批判される。2009年1月より彼女の顔に焦点を当てたコマーシャルとなった。彼女にとって、女性の美に関する活動はこれが最初となった。
2011年12月3日、ロサンゼルス・カウンティ美術館で行われたデヴィッド・リンチ基金の第3回の催事に出席した。
2012年春、J.C.ペニーの広告塔となった。

### イレブンイレブン
2010年5月26日、イレブンイレブンという自身のレコード会社を設立。社名は、ちょうど11時11分に時計を見ることが多いこと、11歳のグレイソン・チャンスと会ったこと、彼のサッカーのジャージの背番号が11であったことなどから数秘術により決めたとし、YouTubeを見て起業したとしている。グレイソン・チャンス、トム・アンドリュース、ジェシカ・シンプソンが所属している。

## 人物

### 私生活
1997年から2000年までアン・ヘッシュと交際していた。2001年から2004年には、女優兼監督兼写真家のアレクサンドラ・ヘディソンと交際。既に破局を公表した後、アドボケート誌の表紙に2人で登場した。
2004年からは女優のポーシャ・デ・ロッシと交際を始め、2005年には2人でブラッド・ピットとジェニファー・アニストンが以前住んでいた家を購入したと報道されたが、その後自身の番組でこれを否定した。2008年5月16日、カリフォルニア州が同性同士の結婚を認める判決を下したのを受け、自身のテレビ番組『エレンの部屋』でポーシャ・デ・ロッシとの結婚を進めていることを表明、ロッシに3カラットのピンク・ダイヤモンドの指輪をプレゼントした。その後、8月16日にビバリーヒルズの自宅で彼女らの母親たちを含め19人の招待客で挙式を行った。2008年11月4日の提案8号可決により、2人の結婚の合法性が疑問視されたが、可決前に婚姻が始まったことからカリフォルニア最高裁判所は合憲であると判断した。
2人は3匹の犬と4匹の猫とともにビバリーヒルズに住んでいる。パートナーのポーシャ・デ・ロッシと共にヴィーガンである。2010年、ファーム・サンクチュアリのシチメンチョウ保護キャンペーン大使に就任し感謝祭に「シチメンチョウを食べる代わりに守ることを新しい慣習にしよう」と提案している。
2010年8月6日、デ・ロッシは法的にポーシャ・リー・ジェイムス・デジェネレスと名を変える嘆願をし、2010年9月23日、認可された。
彼女の本『Love, Ellen 』によると、母のエリザベス(ベティ)デジェネレスは彼女にレズビアンであることを打ち明けられた時はショックを受けたが今では彼女の一番の味方の一人であり、現在レズビアン・ゲイの親 、家族、友人の会の会員として活動し人権運動のカミングアウトプロジェクトの広告塔となっている。
2007年、『フォーブス』誌は彼女の純資産は6,500万ドルと見積もっている。
彼女はNFLのファンで特にニューオーリンズ・セインツとグリーンベイ・パッカーズを応援している。2011年、プロフットボール殿堂入りしているパッカーズのドン・ハトソンのユニフォームを着てセインツの練習に参加した。
2016年6月10日のコンサート終了後、射殺されたクリスティーナ・グリミーについて、2011年に『エレンの部屋』にて彼女をゲストとして迎えたことのあるデジェネレスは「若くて才能のあった彼女は、まだまだこれからの人だった。私の愛を彼女の家族とファンへ送ります。」と投稿した。
2024年11月、アメリカ合衆国大統領選挙において、共和党候補のドナルド・トランプが当選したことを受けて、民主党候補のカマラ・ハリスを支持していたデジェネレスは国外に移住することを決断。パートナーのロッシと共にイギリスのコッツウォルズに転居した。
2025年、第2次トランプ政権の発足を契機にイギリスへ移住した。

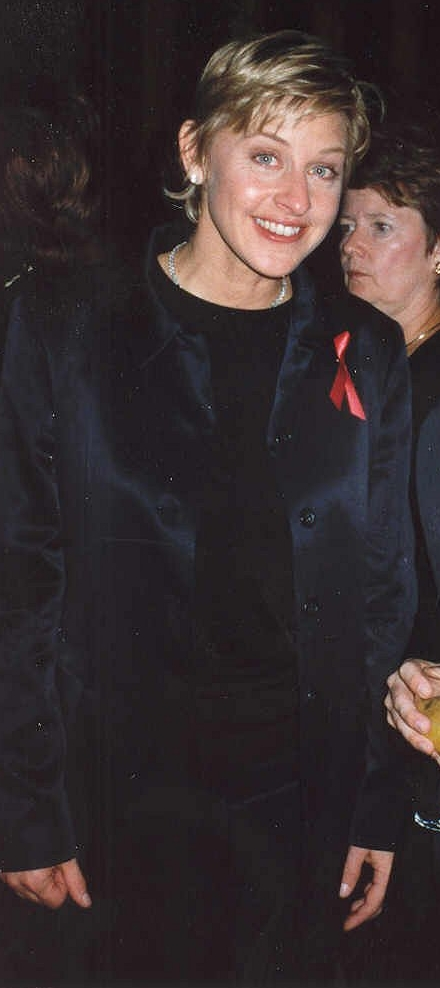
エミー賞授賞式にて（1995年）

## 主な出演

### テレビ番組
- Open House (1989-1990)
- Laurie Hill (1992-1993)
- Ellen (1994-1998)
- ウーマン ラブ ウーマン If These Walls Could Talk 2 (2000) （兼製作総指揮）
- Ellen DeGeneres: The Beginning (2000)
- ハリウッド・クライシス On the Edge (2001)
- ふたりは友達? ウィル&グレイス Will & Grace (2001)
- The Ellen Show (2001-2002)
- Ellen DeGeneres: Here and Now (2003)
- エレンの部屋 The Ellen DeGeneres Show  (2003-2022)
- アメリカン・アイドル American Idol (2010) 審査員（シーズン9に参加）
- ビッグバン★セオリー/ギークなボクらの恋愛法則（2016、2018）ゲスト;2エピソード
- Ellen's Game of Games（2017-2021）
- エレン・デジェネレス:それわかる! Ellen Degeneres: Relatable (2018) Netflix Original Stand-up Comedy
- True Story（2021）カメオ出演;1エピソード
- Ellen's Next Great Designer（2021）

### 映画
- Arduous Moon (1990)
- Wisecracks (1991)
- Coneheads (1993)

- Trevor (1994)
- Ellen's Energy Adventure (1996)
- ミスター・クレイジー Mr. Wrong (1996)
- ドクター・ドリトル Dr. Dolittle (1998) - 声の出演
- エドtv EDtv (1998)
- ラブレター/誰かが私に恋してる? The Love Letter (1999)
- グッバイ・ラバー Goodbye Lover (1999)
- ウーマン ラブ ウーマン If these walls could talk 2 (2000)
- ララミー・プロジェクト 語られた真実 The Laramie Project（2002）
- Pauly Shore Is Dead (2003)
- ファインディング・ニモ Finding Nemo (2003) - 声の出演
- My Short Film (2004)
- ファインディング・ドリー Finding Dory (2016) - 声の出演

### その他
- 第38回グラミー賞 (1996) 司会
- 第39回グラミー賞 (1997) 司会
- 第53回エミー賞 (2001) 司会
- 第57回エミー賞 (2005) 司会
- 第79回アカデミー賞 (2007) 司会
- 第86回アカデミー賞 (2013) 司会

## 受賞歴
1995年に出版した『My Point...And I Do Have One』、2003年に出版した『The Funny Thing Is...』はニューヨーク・タイムズのベストセラーリストに載ったことがある。
2008年、ハリス世論調査が毎年発表している『アメリカで最もポピュラーなテレビジョンパーソナリティ』のテレビ部門で6年連続で1位をキープしていたオプラ・ウィンフリーを押しのけ、1位に輝いた。

### デイタイム・エミー賞
- 最優秀トーク・ショー賞:『エレンの部屋』(2004年、2005年、2006年、2007年、2011年)
- 最優秀トーク・ショー司会賞:『エレンの部屋』(2005年、2006年、2007年、2008年)
- 最優秀脚本賞: 『エレンの部屋』(2005年、2006年、2007年)

### エミー賞
- 最優秀コメディ・シリーズ脚本賞:『Ellen 』の『The Puppy Episode 』の回(1997年)

### ジョン・F・ケネディ・センターによるマーク・トウェイン賞
- 2012年

### ピープルズ・チョイス・アワード
- 最優秀コメディ女性芸能人賞 (2005年、2006年、2007年、2008年)
- 最優秀トーク・ショー司会賞 (2005年、2006年、2007年、2008年、2009年、2010年)

### キッズ・チョイス・アワード
- 最優秀アニメ映画声優賞 (2004年)

### テューレーン大学学長賞
- 2009年

### ウーマン・イン・フィルム、クリスタル・ アンド・ルーシー賞
- ルーシー賞: 『ウーマン ラブ ウーマン』(2000年)

## リリース作品

### 著書
- My Point...And I Do Have One (1995年)
- The Funny Thing Is... (2003年)
- Seriously...I'm Kidding. (2011年)